# Loma Hermosa
Loma Hermosa is een plaats in het Argentijnse bestuurlijke gebied Tres de Febrero in de provincie Buenos Aires. De plaats telt 17.960 inwoners.